# G8

G8 회원국(짙은 녹색). 유럽 연합(연두색)은 국가는 아니나 회담의 구성원이다.

주요 8개국 정상회담 또는 그룹 오브 에이트(영어: Group of Eight, 약칭: G8)은 세계의 정치와 경제를 주도하는 주요 8개국(미국, 일본, 독일, 영국, 프랑스, 이탈리아, 캐나다, 러시아)의 모임이었다. 또한 매년 정상들이 모여 정치와 경제 문제에 대한 회의를 했었다. 모임의 의장은 각 나라가 해마다 돌아가면서 맡으며 의장국에서 정상회담을 개최한다.
1975년에 프랑스가 G5 정상회의를 창설했으며, 미국, 일본, 서독, 영국, 프랑스 선진 5개국의 모임으로 출범하였으며, 그 다음해 이탈리아와 캐나다가 추가되어 선진 7개국 정상회담(G7)으로 매년마다 개최되었다. 1990년대 이후에 냉전 구도의 해체로 세계에서 가장 큰 나라인 러시아가 옵서버 형식으로 참가하기 시작하였고 1997년 이후에 러시아가 정식 멤버가 되면서 세계 주요 8개국의 모임으로 불렀다. 하지만 2014년에 우크라이나 크림반도 합병 문제로 인하여 러시아의 직무가 박탈되고, G8 모임에서 퇴출되어 다시 G7으로 불리게 되었다.

## 역사
G8의 모임은 1973년 제1차 석유 파동과 그 여파에 따른 세계적인 불경기에서 시작되었다. 1973년 겨울 미국 조지 슐츠 재무장관은 훗날 G6 국가가 되는 나라의 재무장관들을 초청하여 백악관 내 벽난로 옆에서 사교모임을 가졌다. 이듬해에도 이들은 같은 장소에서 회동을 가졌는데, 멤버 중 자국의 수장이 된 프랑스 대통령 발레리 지스카르데스탱과 서독의 헬무트 슈미트가 이 분위기를 잊지 못하여 1975년 정기적인 모임을 갖자고 제안하였다. 참가국들은 이 제안에 동의하고 의장국을 돌아가면서 맡으며 해마다 모임을 갖기로 하였다. 최초 모임은 1975년 프랑스 랑부예에서 있었고 회의명은 선진 6개국을 상징하는 G6(Group of Six, 그룹 오브 식스)로 표기했으며, 창설 멤버는 미국, 서독, 영국, 이탈리아, 일본, 프랑스였다. 다음 해인 1976년 푸에르토리코에서 열린 모임에는 미국 대통령 제럴드 포드의 초청으로 캐나다가 참여하면서 G7(Group of Seven, 그룹 오브 세븐)으로 변경되었다.
처음에는 데탕트 분위기 아래 공산권과 소련을 자극하지 않기 위해 경제 문제만을 다뤘지만 소련-아프가니스탄 전쟁이 발발하자 1980년 이탈리아 회담에서 서방세계가 단결하여 소련에 맞설 것을 논의했는데, 이것이 계기가 되어 경제 외에도 외교 및 정치로 의제 분야가 확장되었다. 이로부터 초기의 사교적 분위기는 사라지고 사무적인 모임으로 바뀌었다.
1991년 냉전 구도가 해소되면서 소련(현재의 러시아)이 G7 회의 이후에 열린 모임에 참여하기 시작하였다. 1994년 이탈리아 나폴리 회의부터는 이 모임을 'P8(Political 8)'또는 'G7+1' 모임이라고 불렀다. 러시아는 1997년 미국 덴버 회의에서 정식으로 참가하면서 G8이 결성되었다. 냉전 구도가 해체되어 서방이라는 말의 의미가 모호해졌고, 러시아는 경제적으로 선진국이라 보기 어려우므로 이후부터는 서방 선진국 정상회담이라는 명칭은 쓰지 않으며 러시아의 경제 사정 때문에 재무 장관 회의에는 러시아가 배제된다. 오늘날 G7은 이 재무 장관 회담을 가리키는 용어로 쓰이기도 한다.
공식회원국가 외에 유럽 위원회 의장이 유럽 연합을 대표하여 G7 시절부터 매년 참가하고 있으며 최근에는 브라질, 인도, 중국 등의 주요 대국이 참관인 자격으로 초청되어 참가하고 있다. 2008년 일본에서 열린 회의에서는 아시아 태평양 지역의 대한민국, 오스트레일리아, 인도네시아가 초청되었고 2009년 이탈리아에서 열린 회의에서는 네덜란드, 덴마크, 스페인 등이 초청되었다.
2014년 3월 24일 러시아를 제외한 G8 회원국 정상들은 네덜란드 헤이그에서 열린 임시 G8 정상회의에서 2014년 크림 위기를 계기로 러시아의 G8 참가 자격을 일시적으로 정지하였다. 이에 따라 회담의 명칭도 러시아 가입 전인 G7으로 복귀하였다.

## 회원국

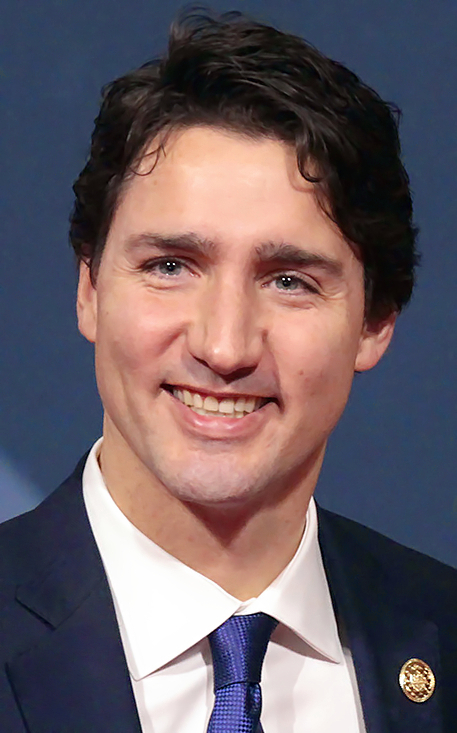
' 쥐스탱 트뤼도 총리
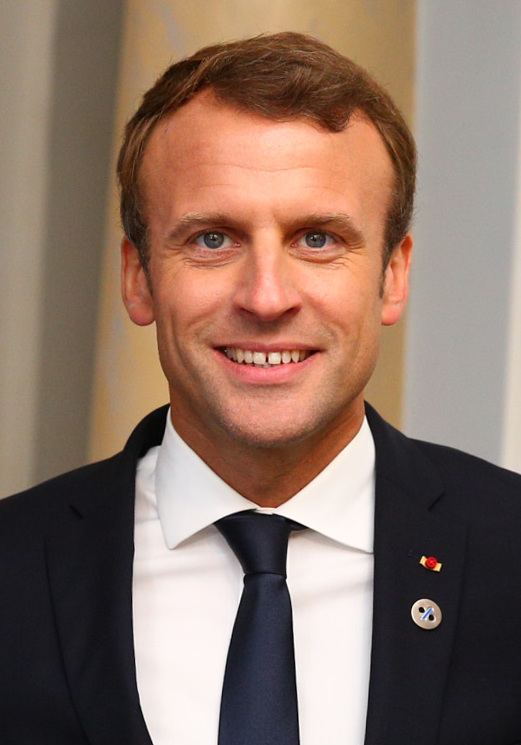
' 에마뉘엘 마크롱 대통령
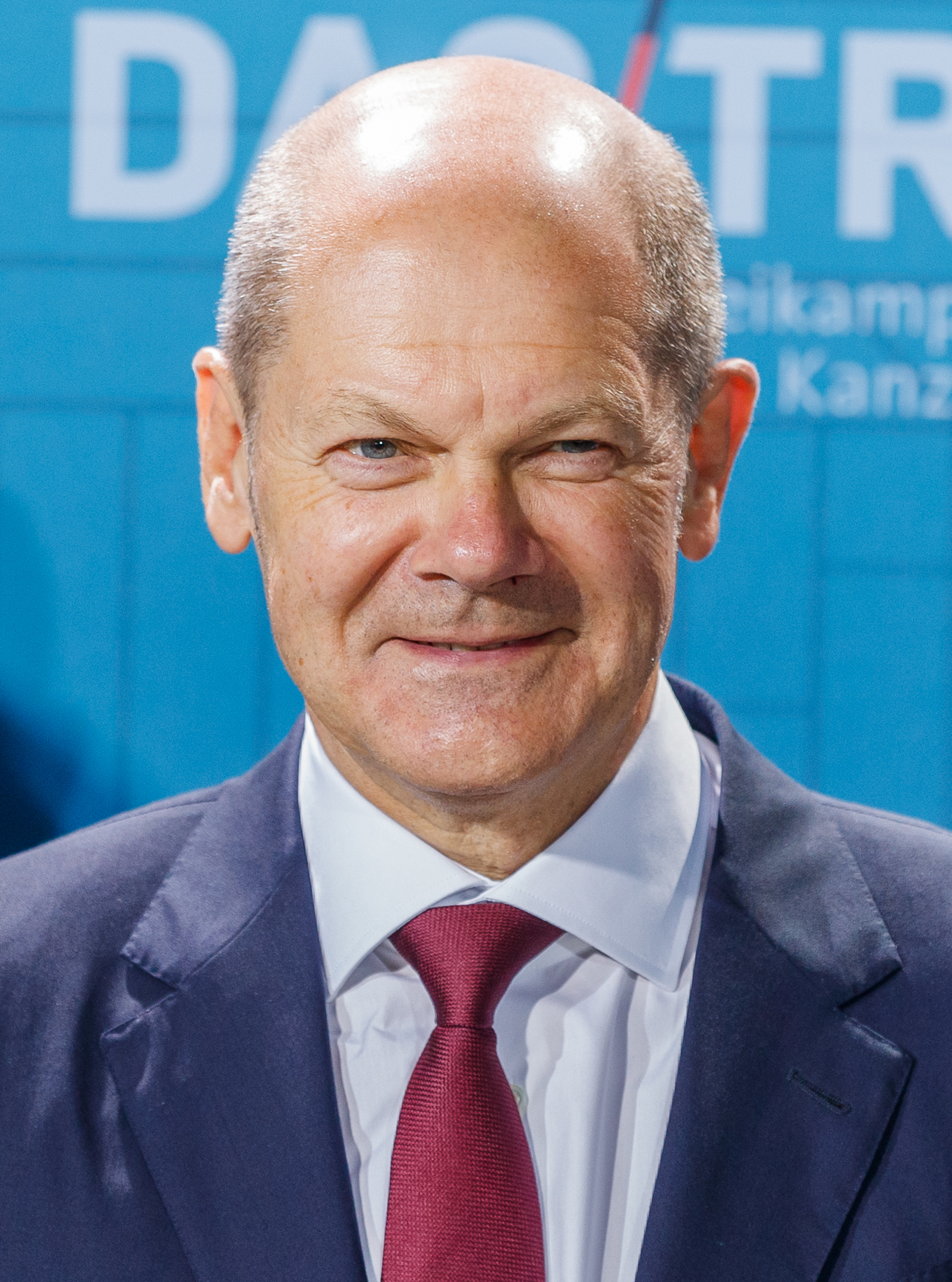
' 올라프 숄츠 연방수상
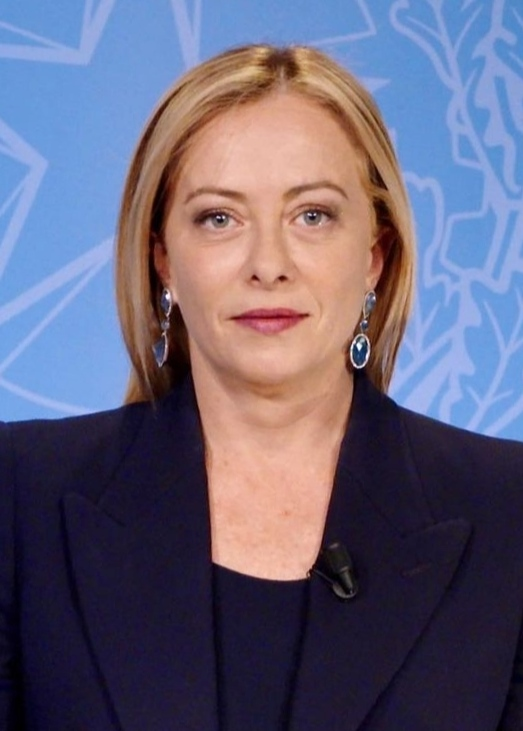
' 조르자 멜로니 각료평의회 의장
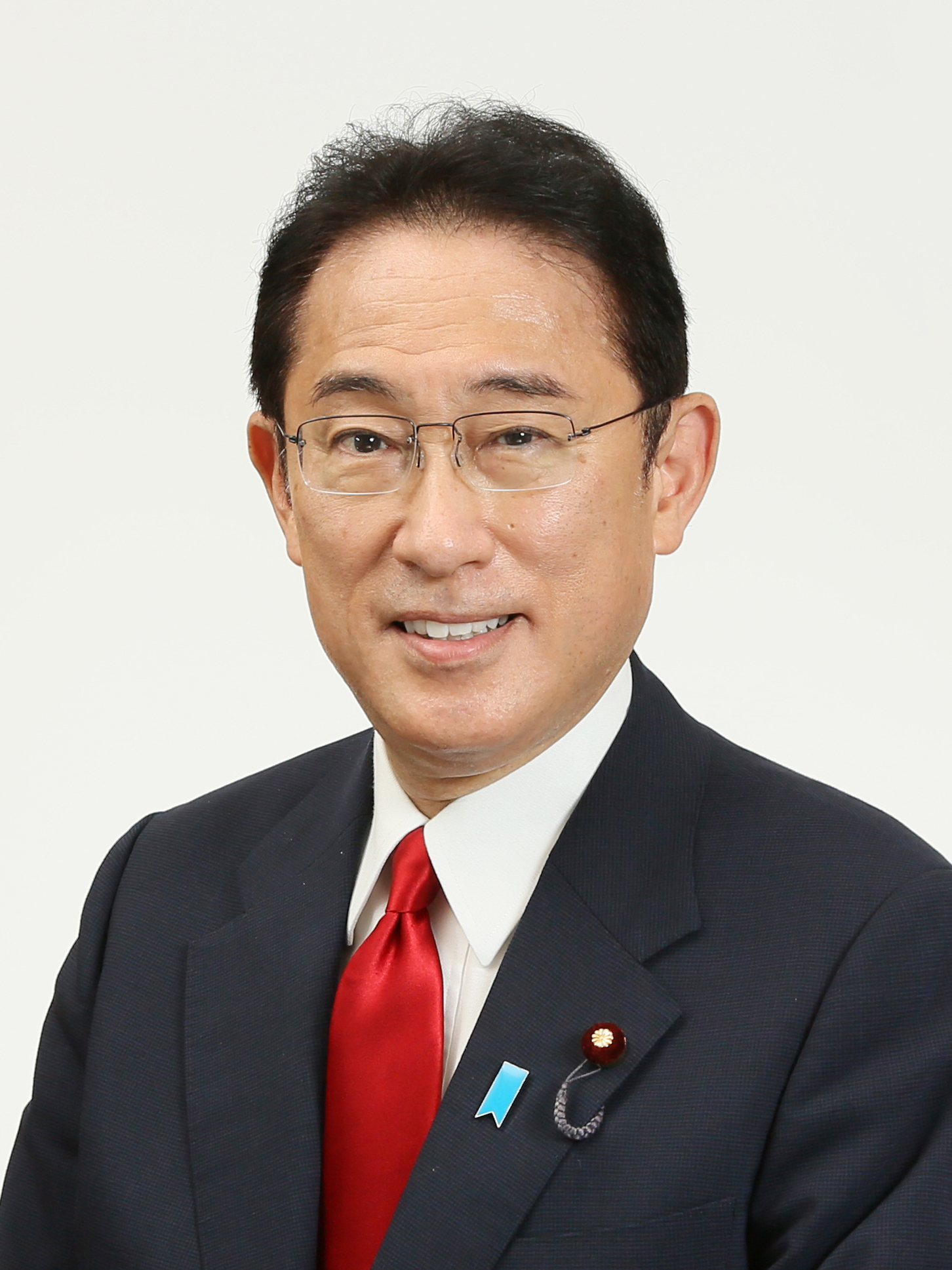
' 기시다 후미오 내각총리대신
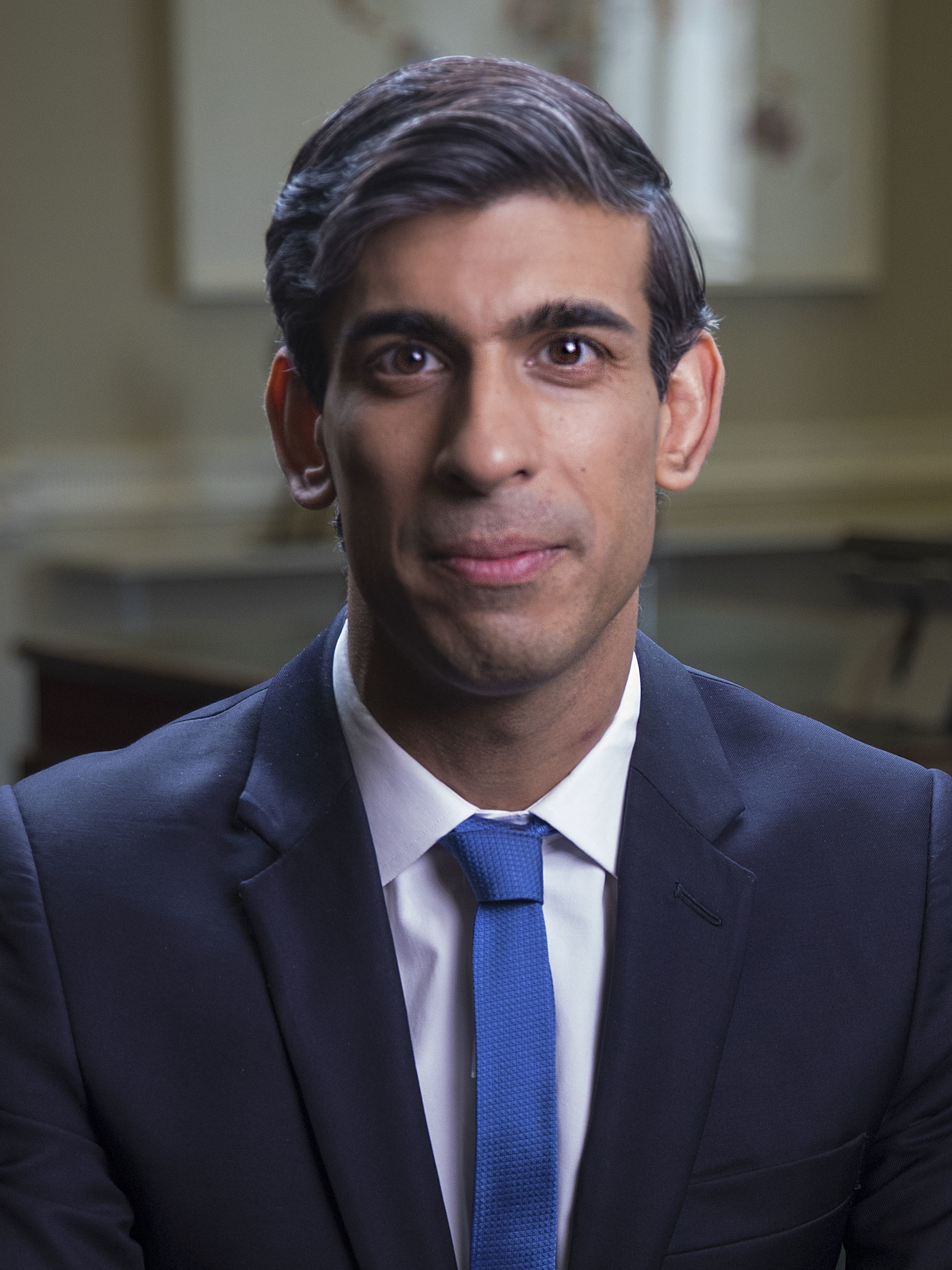
' 리시 수낵 총리
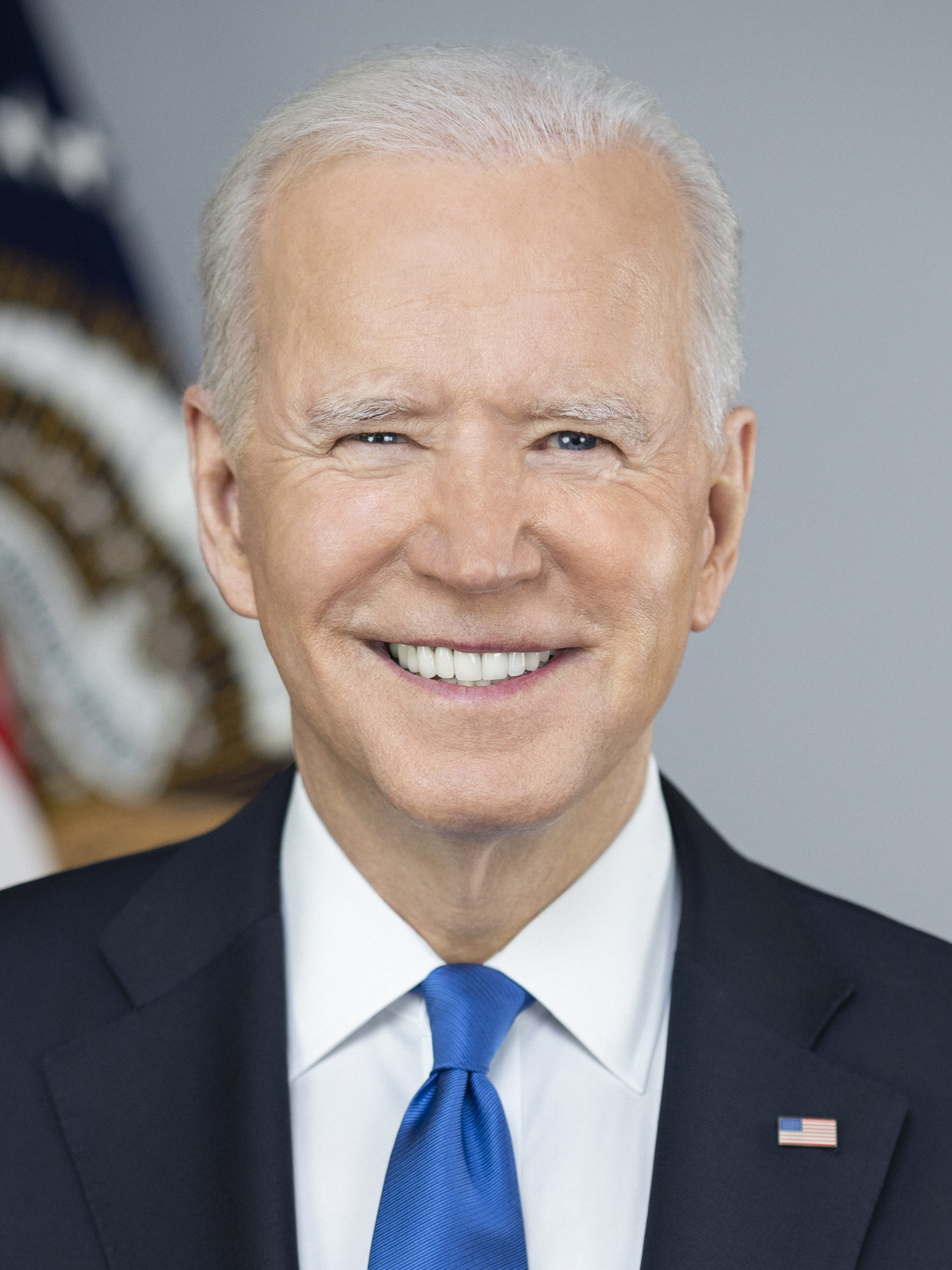
' 도널드 트럼프 대통령
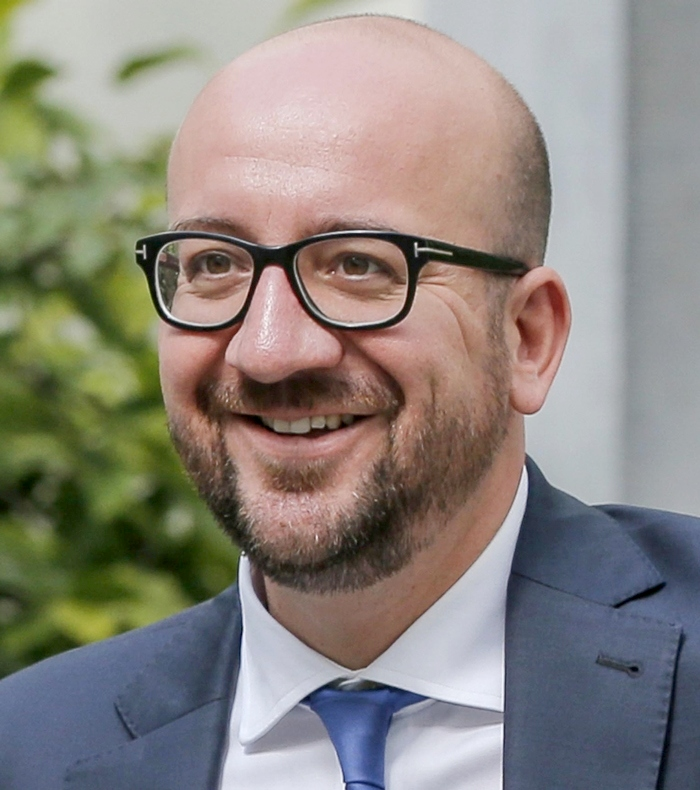
' 샤를 미셸 유럽 의회 의장
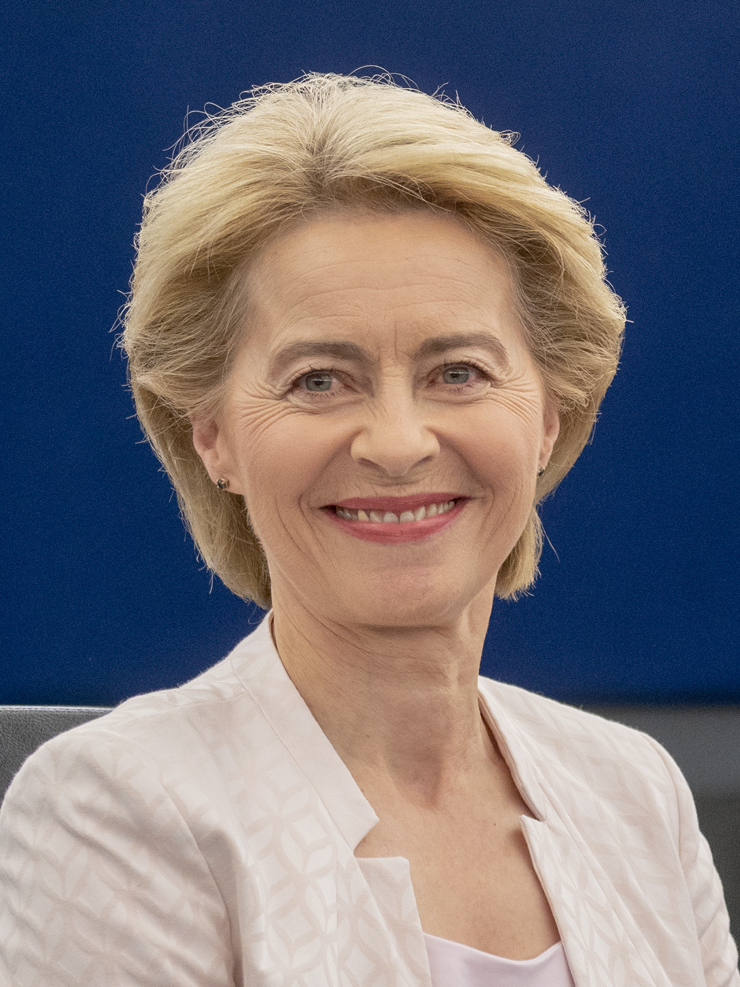
' 우르줄라 폰데어라이엔 유럽 위원회 위원장

다음은 G8 회원국들의 지도자이다.
- 캐나다
쥐스탱 트뤼도
총리
- 프랑스
에마뉘엘 마크롱
대통령
- 독일
올라프 숄츠
연방수상
- 이탈리아
조르자 멜로니
각료평의회 의장
- 일본
기시다 후미오
내각총리대신
- 영국
리시 수낵
총리
- 미국
도널드 트럼프
대통령
- 유럽 연합
샤를 미셸
유럽 의회 의장
- 유럽 연합
우르줄라 폰데어라이엔
유럽 위원회 위원장

## 비판
연례 경제 정상회담을 목적으로 시작되었으나, 대부분의 경우 뚜렷한 성과 없이 서로의 입장차만 확인한 채 끝났으며, 주요국들의 친목을 위한 연례 정상회담으로 끝난 경우가 많았다. 이에 따라 이 회담에 대한 무용론도 자주 제기되고 있다. 또한 1980년대에 이미 스페인의 경제규모가 캐나다를 앞섰는데도 스페인이 참가하지 못하고 캐나다가 계속 참가하는 것에 대한 논란이 있었다. 이후 세계 각국의 경제 규모 순위에 변동이 있었고, 특히 2010년 이후 중국이 미국에 이어 세계 2위 규모의 경제대국이 되었음에도 정식으로 참가하지 못하고 있는 등 회원국의 자격 논란도 있다. 2012년 블라디미르 푸틴 러시아 대통령이 캠프 데이비드 모임에 불참하자 'G8 회담은 더 이상 필요없다.'라는 무용론이 제기되기도 했다. 이 회의는 세계화에 반대하는 시위대들의 표적이 되었으며, 종종 테러의 표적이 되기도 했다.

## G6/G7/G8 정상회담
| 회차 | 날짜                         | 개최국             | 개최 장소                           | 공식 웹페이지                             | 비고 |
| ---- | ---------------------------- | ------------------ | ----------------------------------- | ----------------------------------------- | --- |
| 1.   | 1975년 11월 15일 ~ 11월 17일 | 프랑스             | 랑부예                              |                                           | - 미국·일본·독일·영국·프랑스·이탈리아 6개국(G6)으로 시작 - 독일·프랑스 발의로 개최, 비공식 회담 표방 |
| 2.   | 1976년 6월 27일 ~ 6월 28일   | 미국               | 푸에르토리코 산후안                 |                                           | - 캐나다 첫 참여: G7 체제 개편 - 제1회 G6 회담의 후속적 성격 |
| 3.   | 1977년 5월 7일 ~ 5월 8일     | 영국               | 런던                                |                                           | - 유럽 위원회 의장이 처음 참가함(비공식) |
| 4.   | 1978년 7월 16일 ~ 7월 17일   | 서독               | 노르트라인베스트팔렌주 본           |                                           | - 경제 위기에 대하여 제1세계의 공동대응 방안을 논의 - 공동성명에 추상적 합의문 대신 참가국별 이행사항을 규정함 |
| 5.   | 1979년 7월 28일 ~ 7월 29일   | 일본               | 도쿄도                              |                                           | - OPEC의 석유가격 인상에 대한 집단대응방안 중점 논의 |
| 6.   | 1980년 6월 22일 ~ 6월 23일   | 이탈리아           | 베네치아                            |                                           | - 주 이란 미국 대사관 인질 사건과 소련의 아프가니스탄 침공에 자극받아 정치적 의제가 최초로 논의되었다. |
| 7.   | 1981년 7월 20일 ~ 7월 21일   | 캐나다             | 퀘벡주 몬테벨로                     |                                           | |
| 8.   | 1982년 6월 4일 ~ 6월 6일     | 프랑스             | 베르사유                            |                                           | |
| 9.   | 1983년 5월 28일 ~ 5월 30일   | 미국               | 버지니아주 윌리엄스버그             |                                           | |
| 10.  | 1984년 6월 7일 ~ 6월 9일     | 영국               | 런던                                |                                           | |
| 11.  | 1985년 5월 2일 ~ 5월 4일     | 서독               | 노르트라인베스트팔렌주 본           |                                           | |
| 12.  | 1986년 5월 4일 ~ 5월 6일     | 일본               | 도쿄도                              |                                           | |
| 13.  | 1987년 6월 8일 ~ 6월 10일    | 이탈리아           | 베네치아                            |                                           | |
| 14.  | 1988년 6월 19일 ~ 6월 21일   | 캐나다             | 온타리오주 토론토                   |                                           | |
| 15.  | 1989년 7월 14일 ~ 7월 16일   | 프랑스             | 파리                                |                                           | |
| 16.  | 1990년 7월 9일 ~ 7월 11일    | 미국               | 텍사스주 휴스턴                     |                                           | |
| 17.  | 1991년 7월 15일 ~ 7월 17일   | 영국               | 런던                                |                                           | |
| 18.  | 1992년 7월 6일 ~ 7월 8일     | 독일               | 바이에른주 뮌헨                     |                                           | |
| 19.  | 1993년 7월 7일 ~ 7월 9일     | 일본               | 도쿄도                              |                                           | |
| 20.  | 1994년 7월 8일 ~ 7월 10일    | 이탈리아           | 나폴리                              |                                           | |
| 21.  | 1995년 6월 15일 ~ 6월 17일   | 캐나다             | 노바스코샤주 핼리팩스               |                                           | |
| -    | 1996년 4월 19일 ~ 4월 20일   | 러시아             | 모스크바                            |                                           | - 핵 안보를 위한 특별 모임. |
| 22.  | 1996년 6월 27일 ~ 6월 29일   | 프랑스             | 리옹                                |                                           | |
| 23.  | 1997년 6월 20일 ~ 6월 22일   | 미국               | 콜로라도주 덴버                     | G8 1997년                                 | - 러시아가 정식 멤버가 됨. |
| 24.  | 1998년 5월 15일 ~ 5월 17일   | 영국               | 버밍엄                              | G8 1998년                                 | |
| 25.  | 1999년 6월 18일 ~ 6월 20일   | 독일               | 노르트라인베스트팔렌주 쾰른         |                                           | |
| 26.  | 2000년 7월 21일 ~ 7월 23일   | 일본               | 오키나와현 나고시                   | G8 2000년                                 | |
| 27.  | 2001년 7월 20일 ~ 7월 22일   | 이탈리아           | 제노바                              | G8 2001년                                 | |
| 28.  | 2002년 6월 26일 ~ 6월 27일   | 캐나다             | 앨버타주 캐너나스키스               | G8 2002년                                 | |
| 29.  | 2003년 6월 2일 ~ 6월 3일     | 프랑스             | 에비앙레뱅                          | G8 2003년                                 | |
| 30.  | 2004년 6월 8일 ~ 6월 10일    | 미국               | 조지아주 모스코 제도                | G8 2004년                                 | |
| 31.  | 2005년 7월 6일 ~ 7월 8일     | 영국               | 스코틀랜드 퍼스셔                   | G8 2005년                                 | |
| 32.  | 2006년 7월 15일 ~ 7월 17일   | 러시아             | 상트페테르부르크                    | G8 2006년 보관됨 2015-04-21 - 웨이백 머신 | |
| 33.  | 2007년 6월 6일 ~ 6월 8일     | 독일               | 메클렌부르크포어포메른주 하일리겐담 | G8 2007년                                 | |
| 34.  | 2008년 7월 7일 ~ 7월 9일     | 일본               | 홋카이도 도야코정                   | G8 2008년                                 | |
| 35.  | 2009년 7월 8일 ~ 7월 10일    | 이탈리아           | 라퀼라                              | G8 2009년                                 | |
| 36.  | 2010년 6월 25일 ~ 6월 26일   | 캐나다             | 온타리오주 헌츠빌                   | G8 2010년                                 | |
| 37.  | 2011년 5월 26일 ~ 5월 27일   | 프랑스             | 도빌                                |                                           | |
| 38.  | 2012년 5월 18일 ~ 5월 19일   | 미국               | 메릴랜드주 캠프데이비드             |                                           | |
| 39.  | 2013년 6월 17일 ~ 6월 18일   | 영국               | 북아일랜드 럭언                     |                                           | |
| 40.  | 2014년 6월 4일 ~ 6월 5일     | 벨기에             | 브뤼셀                              |                                           | - 원래는 러시아 소치에서 열릴 예정이었지만 2014년 크림 위기로 취소됨. 러시아는 G8 참여 자격을 일시적으로 정지당함. 최초 G7 비회원국 개최.                                                                               |
| 41.  | 2015년 6월 7일 ~ 6월 8일     | 독일               | 바이에른주 엘마우성                 |                                           | |
| 42.  | 2016년 5월 26일 ~ 5월 27일   | 일본               | 미에현 시마시                       | G7 2016년                                 | - 세계 경기 침체에 대한 해법으로 각국 사정에 맞춘 금융, 재정, 구조개혁을 진행하기로 합의함. - 이세 신궁이 개막 장소로 선정된 것, 버락 오바마 미국 대통령의 히로시마 원폭 투하 장소 방문이 대한민국, 중국에서 논란이 됨. |
| 43.  | 2017년 5월 26일 ~ 5월 27일   | 이탈리아           | 시칠리아 타오르미나                 |                                           | |
| 44.  | 2018년 6월 8일 ~ 6월 9일     | 캐나다             | 퀘벡주 라말베                       |                                           | |
| 45.  | 2019년 8월 24일 ~ 8월 26일   | 프랑스             | 비아리츠                            |                                           | |
| 46.  | 2020년 6월 10일 ~ 6월 12일   | 미국 (원래 개최지) | 캠프데이비드 (원래 개최지)          |                                           | - 원래는 미국 캠프데이비드에서 열릴 예정이었지만 코로나19 범유행의 여파로 인하여 취소되고 국제적인 화상 회의로 대체됨.                                                                                                  |
| 47.  | 2021년 6월 11일 ~ 6월 13일   | 영국               | 카비스베이                          |                                           | |
| 48.  | 2022년 6월 26일 ~ 6월 28일   | 독일               | 바이에른주 엘마우성                 |                                           | |
| 49.  | 2023년 5월 19일 ~ 5월 21일   | 일본               | 히로시마현 히로시마시               |                                           | |

## 같이 보기
- G20: 주요 20개국. G8에 신흥국과 주요경제국이 추가된 모임으로 세계경제의 동향을 보다 잘 반영한다고 평가받는다.

## 참고 문헌
1. 1 2  G8 유래 벽난로옆 사교모임이 세계정상 회동으로, 동아일보, 1997-06-20.
2. ↑  올 서방정상회담의 특징, 경향신문, 1980-06-20 작성기사.
3. ↑  China marches towards world's No. 2 economy, CNN, 2010-08-16 작성, 2016-04-24 확인.
4. ↑  Welcome to the New World Disorder, 포린 폴리시, 2012-05-14 작성, 2016-04-24 확인.